# Scarabaeus paganus
Scarabaeus paganus là một loài bọ cánh cứng trong họ Bọ hung (Scarabaeidae).